# Stazione di Sorrento
La stazione di Sorrento è una stazione della ferrovia Circumvesuviana, sita nell'omonimo comune.
Si trova sulla ferrovia Torre Annunziata-Sorrento, di cui rappresenta uno dei due capilinea.

## Movimento
La stazione, situata nel centro della città, è ogni giorno frequentata sia da pendolari sia da turisti, soprattutto nel periodo che va da marzo a ottobre.
Dalla stazione oltre a partire treni diretti e direttissimi per Napoli Porta Nolana, da qualche anno è stato attivato il servizio "Campania Express", effettuato con treni dedicati e riservati soprattutto ai turisti, che effettuano fermata nelle località turistiche lungo la linea Napoli-Sorrento (Castellammare di Stabia, Pompei, Ercolano).
Dal piazzale antistante la stazione partono autobus sia per le varie zone della città, sia per Massa Lubrense, Positano, Amalfi e altri comuni limitrofi.

## Servizi
La stazione dispone di:
- Ascensore
- Biglietteria
- Capolinea autolinee
- Sottopassaggio
- Bar